# Манюв (Глоговський повіт)
Манюв (пол. Maniów, нім. Mahnau) — село в Польщі, у гміні Єжманова Глоговського повіту Нижньосілезького воєводства.
Населення — 99 осіб (2011).
У 1975-1998 роках село належало до Легницького воєводства.

## Демографія
Демографічна структура станом на 31 березня 2011 року:
|          | Загалом | Допрацездатний вік | Працездатний вік | Постпрацездатний вік |
| -------- | ------- | ------------------ | ---------------- | -------------------- |
| Чоловіки | 52      | 17                 | 31               | 4                    |
| Жінки    | 47      | 7                  | 29               | 11                   |
| Разом    | 99      | 24                 | 60               | 15                   |